# バルニジピン
バルニジピン（Barnidipine）とはジヒドロピリジン系のカルシウムチャネル遮断薬の一つであり、高血圧の治療に用いられる。商品名ヒポカ。脂溶性が高く、長時間作用型に分類される。塩酸塩が製剤化されている（日本では硬カプセル剤）。

## 作用機序
バルニジピンは脂溶性の1,4-ジヒドロピリジン系のカルシウム拮抗薬であり、2つの光学活性中心を持つS,S-異性体である。カルシウムチャネルに高い親和性を示し、特に血管壁に存在するL型チャネルへの親和性が高い。カルシウム拮抗薬はカルシウムが細胞膜を通過してゆっくりと細胞内に流入することを妨げる。
バルニジピンがカルシウムチャネル（特にL型のα1サブユニット）に結合すると末梢血管抵抗が減少し、血圧が低下する。この血圧低下効果は24時間以上持続する。バルニジピンによる血圧低下では反射性頻拍 が見られない。ラット、ブタ、イヌを用いた実験では、動脈内投与後に冠動脈血流量の増大が見られた。そのため、他の長時間型カルシウム拮抗薬と同様に、バルニジピンは冠動脈疾患を有する患者、特に高齢者には有用性が高いと考えられるが、罹患率および死亡率への影響を直接示した臨床試験は実施されていない。バルニジピンは脂質、アポリポ蛋白質に対しては中立的であり、糖質の恒常性や血中の主要な電解質へは影響を与えない。

## 薬物動態
主にCYP3A4で代謝される。
経口投与後、腸粘膜から速やかに吸収されて全身の組織に分布する。血中濃度は服用後約6時間で最高（Cmax）に達する。血中濃度は患者毎に大きく異なる。生物学的利用能は低く、1.1%である。
バルニジピンの約3割は赤血球に結合している。血漿蛋白質への結合率は高く（89〜95%）、血清アルブミン、α1-酸性糖蛋白質、高密度リポ蛋白質等に主に結合している。主として肝臓で代謝されて薬理学的に不活性となる。主な代謝経路は側鎖のN-脱ベンジル化、ピロリジンの加水分解、1,4-ジヒドロピリジンの酸化、メチルエステルの加水分解、ニトロ基の還元であり、最終的にグルクロン酸抱合されて体外に排泄される。代謝は主にCYP3A4が担当している。
バルニジピンと代謝物群は胆汁中へ約6割が、尿中へ約4割が排出される。軽度腎障害（クレアチニンクリアランス（CCr）：50〜80mL/分）または中等度腎障害（CCr：30〜50mL/分）では、腎障害のない場合に比べて血中濃度は2倍に上昇する。

## 効能・効果
日本で承認されている効能・効果は、高血圧症、腎実質性高血圧症、腎血管性高血圧症 である。軽度から中等度の本態性高血圧に使用され、成人および高齢者のいずれでも忍容性は極めて良好である。循環器学分野では心不全や一部の狭心症の治療にも用いられる。

## 用量
日本の用量は、少ない量から開始し、通常10〜15mgとされている。英語版の添付文書では20mgまで増量できるとしている。急に服用を中断すると症状が悪化することがあるので、中止する時は徐々に減量して行く必要がある。

## 副作用
重大な副作用としては、アナフィラキシー様症状、過度の血圧低下、肝機能障害、黄疸が挙げられている。治験および市販後調査で判明した副作用発現率は4.2%で、内訳は顔面潮紅（0.6%）、動悸（0.6%）、熱感（0.6%）、頭痛（0.6%）、目眩（0.3%）等であった。他にも、末梢性浮腫、腹痛、嘔気、勃起不全、嘔吐、発熱、低血糖、疲労感、低血圧、気管支痙攣、発疹、筋肉痛、呼吸困難、 不安、胸痛が起こる。これらの症状は投与継続中に治まって行き、時には完全に消失する事もある。特に末梢性浮腫は1ヶ月以内に、熱感や頭痛は2週間以内に消失する。稀に一過性にASTやALTが、時折ALPが上昇する。

## 禁忌
妊婦または妊娠している可能性のある婦人には禁忌である。製剤成分に過敏症の既往を有する患者には投与してはならない。重篤な肝不全のある患者、腎不全（CCr < 10mL/分）のある患者が用いる場合は慎重に使用すべきである。不安定狭心症、4週間以内の心筋梗塞、未治療の心不全、心原性ショック、大動脈弁狭窄症の場合も要注意である。バルニジピンは肝臓の酵素CYP3A群で代謝されるので、CYP3A4を阻害する薬剤であるリトナビル、サキナビル、ケトコナゾール、イトラコナゾール、アジスロマイシン、クラリスロマイシン等とは併用してはならない。

## 過量投与
急性毒性として嘔気、嘔吐、低血圧、高血糖、洞性徐脈、AV延長、第2度・第3度のAVブロック、錯乱、稀に痙攣がある。胃洗浄ができる場合はできるだけ速やかに実施すべきである。その後、対症療法および経過観察、心電図モニタリングを行う。場合によってはカルシウム塩の静脈内注射（0.2mg/kg体重）が必要な事がある。

## 相互作用
筋弛緩薬（エペリゾン、メトカルバモール、トルペリゾン）とバルニジピン等のカルシウム拮抗薬を併用すると、相乗作用が起こり血圧低下が増強される。

## 注
1. ↑  血圧の低下を補おうとしてベースラインの心拍数が上昇する事。
2. ↑  第1度房室ブロック